# Nsambaan
Le nsambaan est une langue bantoue parlée par dans la province du Kwilu en République démocratique du Congo. Il a été considéré comme variante du yansi.